# ویلوپی
ویلوپی (به لاتین: Viilupi) یک منطقهٔ مسکونی در استونی است که در دهستان پوهالپا واقع شده‌است.